# Nombre de Love
Els nombres de Love h, k i l son paràmetres adimensionals que mesuren la rigidesa d'un cos planetari i la susceptibilitat de la seva forma sota canvis deguts a una força de marea.
El 1909 Augustus Love va introduir els valors h i k que caracteritzen la resposta elàstica global de la Terra a les marees. Més tard, el 1912, T. Shida va afegir-hi un tercer nombre de Love, l, per a completar la descripció global completa de la resposta de la Terra sòlida a les marees.

## Definicions
El nombre de Love h és definit com la proporció de la marea terrestre respecte de l'alçada de la marea d'equilibri estàtica; també definit com el desplaçament o variació vertical (radial) de les propietats elàstiques del planeta. En termes del potencial generador de la marea {\displaystyle V(\theta ,\phi )/g}, el desplaçament és {\displaystyle hV(\theta ,\phi )/g} on {\displaystyle \theta } és latitud, {\displaystyle \phi } és la longitud est i {\displaystyle g} és l'acceleració a causa de la gravetat terrestre. Per a una Terra sòlida hipotètica {\displaystyle h=0}. Per a una Terra líquida, hom esperaria {\displaystyle h=1}, tanmateix, la deformació de l'esfera causa canvis en el camp potencial, que deformen l'esfera encara més. El màxim teòric és {\displaystyle h=2.5}. Per la Terra real, {\displaystyle h} es troba entre aquests dos valors.
El nombre de Love k és definit com la dilació cubica o la proporció del potencial addicional (força auto-reactiva) produïda per la deformació del potencial de deformació. Pot ser representada com a {\displaystyle kV(\theta ,\phi )/g}, on {\displaystyle k=0} per a un cos rígid.
El nombre de Love l representa la proporció del desplaçament horitzontal (transvers) d'un element de massa de l'escorça del planeta respecte de la marea oceànica estàtica corresponent. En notació potencial el desplaçament transvers és {\displaystyle l\nabla (V(\theta ,\phi ))/g}, on {\displaystyle \nabla } és l'operador de gradient horitzontal. Com per als casos dels nombres h i k, per a un cos rígid {\displaystyle l=0}.

## Valors
Segons D. E. Cartwright, "Un esferoide sòlid elàstic cedirà a un potencial de marea extern {\displaystyle U_{2}} de grau harmònic esfèric 2, d'un valor de marea de superfície {\displaystyle h_{2}U_{2}/g}, i l'auto-atracció d'aquesta marea augmentarà el potencial extern d'un factor {\displaystyle k_{2}U_{2}}." Les magnituds dels nombres de Love depenen en la rigidesa i la distribució de massa de l'esferoide. Nombres de Love {\displaystyle h_{n}}, {\displaystyle k_{n}}, i {\displaystyle l_{n}} també poden ser calculats per ordres més alts d'harmònics esfèrics.
Per a una Terra elàstica els nombres de Love es troben en la gamma: {\displaystyle 0.616\leq h_{2}\leq 0.624}, {\displaystyle 0.304\leq k_{2}\leq 0.312}, i {\displaystyle 0.084\leq l_{2}\leq 0.088}.
Per a les marees de la terra, hom pot calcular el factor de basculació via {\displaystyle 1+k-h} i el factor gravimètric via {\displaystyle 1+h-(3/2)k} (on el subíndex 2 és assumit).